# Aamjiwnaang
Aamjiwnaang /Aamjiwnaang, meeting place by the rapid water/ (Chippewas of Sarnia First Nation), jedna od 'prvih nacija' Ojibwa Indijanaca u kanadskoj provinciji Ontario. Jedno su od plemena u vijeću Southern First Nations Secretariat u koje još pripadaju Caldwell, Chippewas of Kettle and Stony Point, Chippewas of the Thames First Nation, Moravian of the Thames, Munsee-Delaware Nation i Oneida Nation of the Thames. 
Locirani su na rezervatu Sarnia 45 na rijeci St. Clair River, blizu Sarnie, Ontario. Populacija im iznosi oko 2400, od toga 850 na rezervatu.